# حسین امیرعبداللهیان
حسین امیرعبداللهیان (۳ اردیبهشت ۱۳۴۳ – ۳۰ اردیبهشت ۱۴۰۳) سیاستمدار و دیپلمات ایرانی بود که از سال ۱۴۰۰ تا هنگام کشته شدنش در ۱۴۰۳ به‌عنوان وزیر امور خارجه ایران در دولت رئیس‌جمهور سید ابراهیم رئیسی فعالیت می‌کرد. او همچنین دبیرکل دبیرخانهٔ دائمی کنفرانس بین‌المللی حمایت از انتفاضهٔ فلسطین و مدیر مسئول فصلنامهٔ گفتمان راهبردی فلسطین بود.
او دستیار ویژه رئیس مجلس شورای اسلامی و مدیرکل امور بین‌الملل مجلس شورای اسلامی در فاصله سال‌های ۱۳۹۵ تا ۱۴۰۰ بوده است. وی در دورهٔ وزارت علی‌اکبر صالحی به‌عنوان معاون وزیر امور خارجه منصوب شد که در سه سال اول وزارت محمدجواد ظریف هم در این سمت ابقا شد، وی مشاور سیاسی ظریف و استاد دانشکده روابط بین‌الملل وزارت امور خارجه نیز بوده است. برکناری او از سمت معاون عربی و آفریقایی وزیر امور خارجه و انتصابش به عنوان سفیر ایران در عمان، توسط محمدجواد ظریف با انتقاداتی از سمت جناح اصولگرایان همراه بود که وی حاضر به پذیرش این سمت نشد.

## زندگی

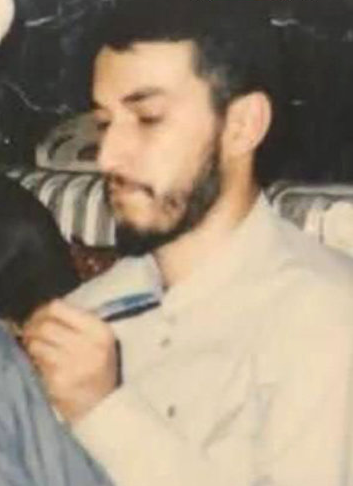
دوران جوانی - سال ۱۳۷۲

حسین امیرعبداللهیان در اردیبهشت ۱۳۴۳ در دامغان زادهٔ شد. او در ۶–۷ سالگی پدر خود را از دست داد و مسئولیت اداره زندگی آنها بر دوش مادر و برادر بزرگ‌ترش افتاد. او در سال ۱۳۷۳ ازدواج کرد و دارای یک دختر و پسر است.

## تحصیلات
امیرعبداللهیان دانش‌آموختهٔ کارشناسی روابط دیپلماتیک از دانشکده وزارت امور خارجه، کارشناسی ارشد روابط بین‌الملل از دانشکده حقوق و علوم سیاسی دانشگاه تهران در سال ۱۳۷۵ و دکترای روابط بین‌الملل از دانشگاه تهران است.

## ارتباط با قاسم سلیمانی
وی به علت دو دهه مسئولیت در وزارت امور خارجه به‌خصوص در سمت عربی و آفریقایی این وزارتخانه، ارتباط نزدیکی با قاسم سلیمانی داشت. زمانی که سلیمانی، فرمانده نیروی قدس سپاه پاسداران انقلاب اسلامی شد و عبداللهیان کارشناس عراق در وزارت امور خارجه بوده است. در جریان تحولات عراق در سال ۲۰۰۳ با سرنگونی صدام حسین، مسئول پرونده عراق در وزارت امور خارجه می‌شود. سلیمانی بعد از هماهنگی‌های کلان برای پیگیری امور مرتبط شخصاً با وی تماس می‌گیرد. عبداللهیان بعدها عنوان می‌کند که این روحیه سلیمانی او را شیفته خودش کرده است. وی در ملاقات با هیئت‌ها و مقامات اروپایی گفته بود:

شما باید از جمهوری اسلامی و قاسم سلیمانی تشکر کنید زیرا سلیمانی به صلح و امنیت جهانی کمک کرده است. اگر جمهوری اسلامی نبود ایستگاه‌های مترو و مراکز تجمع شما در بروکسل و لندن و پاریس امنیت نداشت.

وی معتقد بود اگر قاسم سلیمانی نبود کشورهای بزرگ در منطقه خاورمیانه تجزیه می‌شدند.

## مذاکره با آمریکا
وی سال ۱۳۸۶ در نشست سه جانبه ایران-آمریکا-عراق که در بغداد برگزار شد سرپرست تیم مذاکره کننده ایرانی بود. این نشست با هدف تأمین امنیت عراق به درخواست آمریکایی‌ها که شرایط عراق را خطرناک خوانده بودند برگزار شده بود. سیدعلی خامنه‌ای نیز اجازه داده بود بخاطر شرایط عراق و درخواستی که دولت عراق کرده است، ایران فقط در موضوع عراق در این مذاکرات حضور پیدا کند. این مذاکرات پس از سه جلسه بدون نتیجه ناکام ماند. عبداللهیان بعدها دربارهٔ این مذاکرات گفته بود

آمریکایی‌ها وقتی حرف منطقی را می‌شنیدند و پاسخ منطقی نداشتند، صحنه را خالی می‌کردند. در ابتدای مذاکرات آمریکایی فکر می‌کردند باید دستور جلسه را آنها تعیین کنند اما جمهوری اسلامی این اجازه را به آنها نداد و مقرر شد دستور جلسه با توافق طرفین تعیین شود.

## وزارت امور خارجه

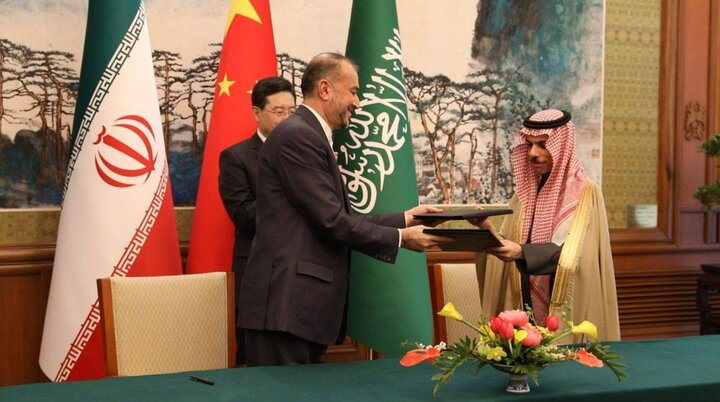
دیدار امیرعبداللهیان و فیصل بن فرحان وزیر امور خارجهٔ عربستان

پس از استعفای ضمنی محمدجواد ظریف در مهر سال ۱۳۹۷، نام امیرعبداللهیان به عنوان یکی از گزینه‌ها برای تصدی سمت وزیر امور خارجه که نزدیک به علی لاریجانی، رئیس وقت مجلس شورای اسلامی بود توسط برخی از رسانه‌ها مطرح شد.

### دولت سیزدهم
وی در ۲۰ مرداد ۱۴۰۰ به‌عنوان وزیر پیشنهادی وزارت امور خارجه در دولت سیزدهم توسط سید ابراهیم رئیسی به مجلس شورای اسلامی معرفی شد. او در ۳ شهریور ۱۴۰۰ با کسب ۲۷۰ رأی موافق، ۶ رأی مخالف و ۱۰ رأی ممتنع از نمایندگان مجلس شورای اسلامی رأی اعتماد گرفت و به‌عنوان وزیر امور خارجه جمهوری اسلامی ایران مشغول به کار شد.
در دوران مسئولیت امیرعبداللهیان به عنوان وزیر امور خارجه، شورای حقوق بشر سازمان ملل متحد برای نخستین بار نشستی ویژه دربارهٔ وضعیت حقوق بشر در ایران برگزار کرد و قطع‌نامه‌ای را به تصویب رساند که بر اساس آن شورای حقوق بشر موظف شد یک کمیسیون مستقل حقیقت‌یاب به منظور رسیدگی به موارد نقض حقوق بشر توسط جمهوری اسلامی ایران در جریان اعتراضات سراسری ۱۴۰۱ ایران تشکیل دهد. قطعنامه وضعیت حقوق بشر در جمهوری اسلامی ایران نیز در آذرماه ۱۴۰۱ در مجمع عمومی سازمان ملل تصویب شد. اخراج ایران از کمیسیون مقام زن ملل متحد دیگر رویدادی است که در زمان وزارت امیرعبداللهیان رقم خورد.

## مواضع

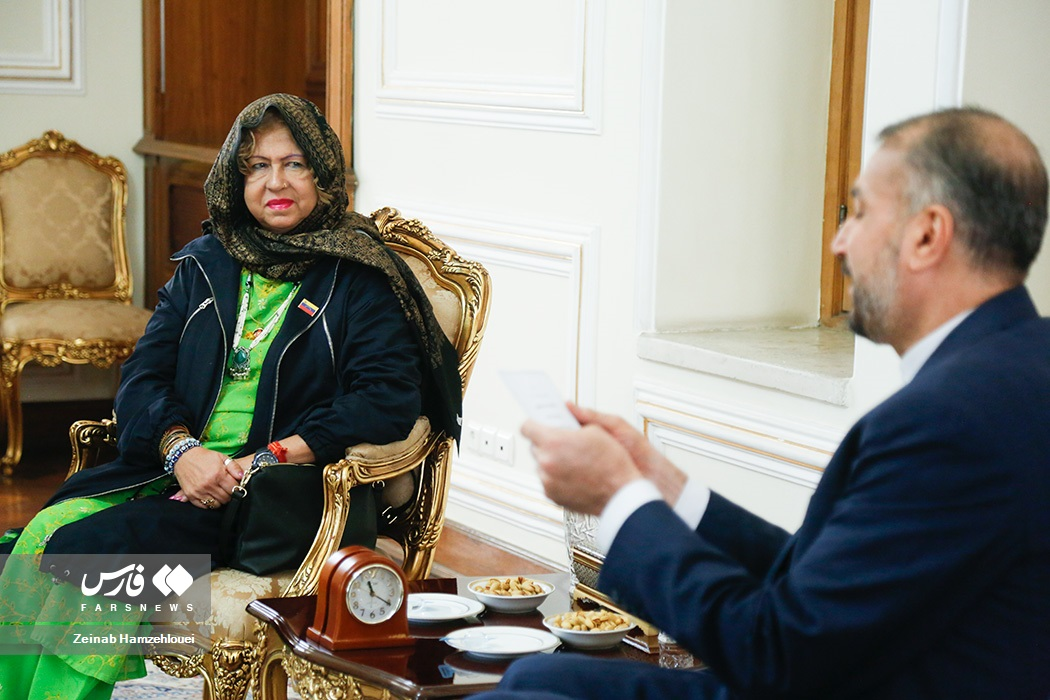
دیدار شرکت‌کنندگان همایش زنان تأثیرگذار (Women of Influence) با امیرعبداللهیان

موضع‌گیری‌های او به‌شکلی است که از جبهه موسوم به جبهه مقاومت که به مجموعه حزب‌الله لبنان، سوریه و سایر جریانات همسو با جمهوری اسلامی ایران که در تضاد با اسرائیل قرار دارند، حمایت می‌کند. در عین حال وی در مذاکرات هسته‌ای دوره ریاست جمهوری سید محمد خاتمی عضو کمیته سیاسی و امنیتی مذاکرات هسته‌ای بود و در سال ۱۳۸۶ عضو کمیته مذاکره ایران و ایالات متحده آمریکا در بغداد بود و نیز مذاکره‌کننده در کمیته سیاسی این مذاکرات بوده است. او اولین مقام رسمی ایرانی است که پس از بازگشایی سفارت بریتانیا در تهران در دور اول ریاست جمهوری حسن روحانی برای مذاکرات منطقه‌ای به لندن دعوت شد و با فیلیپ هموند، وزیر امور خارجه وقت انگلستان دیدار کرد. وی مذاکرات منطقه‌ای با فدریکا موگرینی را در پرونده خود دارد و دیدارهای زیادی با دبیرکل سازمان ملل متحد، بان کی‌مون و دبیرکل حزب‌الله لبنان، سید حسن نصرالله داشته است.
پس از اعتراضات به کشته‌شدن مهسا امینی، در حاشیه نشست شورای حقوق بشر سازمان ملل متحد، خبرنگاری از او پرسید «دربارهٔ کشته‌شدگان اخیر صحبت می‌کنید؟ دربارهٔ آن‌هایی که کور شدند، دربارهٔ کودک ۱۰ ساله‌ای که کشته شد صحبت می‌کنید؟» امیرعبداللهیان در پاسخ گفت: «کسی کشته نشده».
امیرعبدالهیان در ۳۰ فروردین ۱۴۰۳ پس از حمله موشکی ایران به اسرائیل در نشست شورای امنیت سازمان ملل در جواب گیلاد اردان نماینده اسرائیل که الفاظی تند علیه ایران را به کار برد گفت که اسرائیل باید «ماجراجویی نظامی» را متوقف کند، در غیر این صورت با پاسخ «قاطع»‌ ایران مواجه خواهد شد، او در ادامه اسرائیل را یک رژیم تروریستی و اشغالگر خواند و گفت که در صورت تعرضی دیگر جمهوری اسلامی ایران در پاسخ قاطع و قوی به آن لحظه‌ای تردید نخواهد کرد.

## کشته شدن

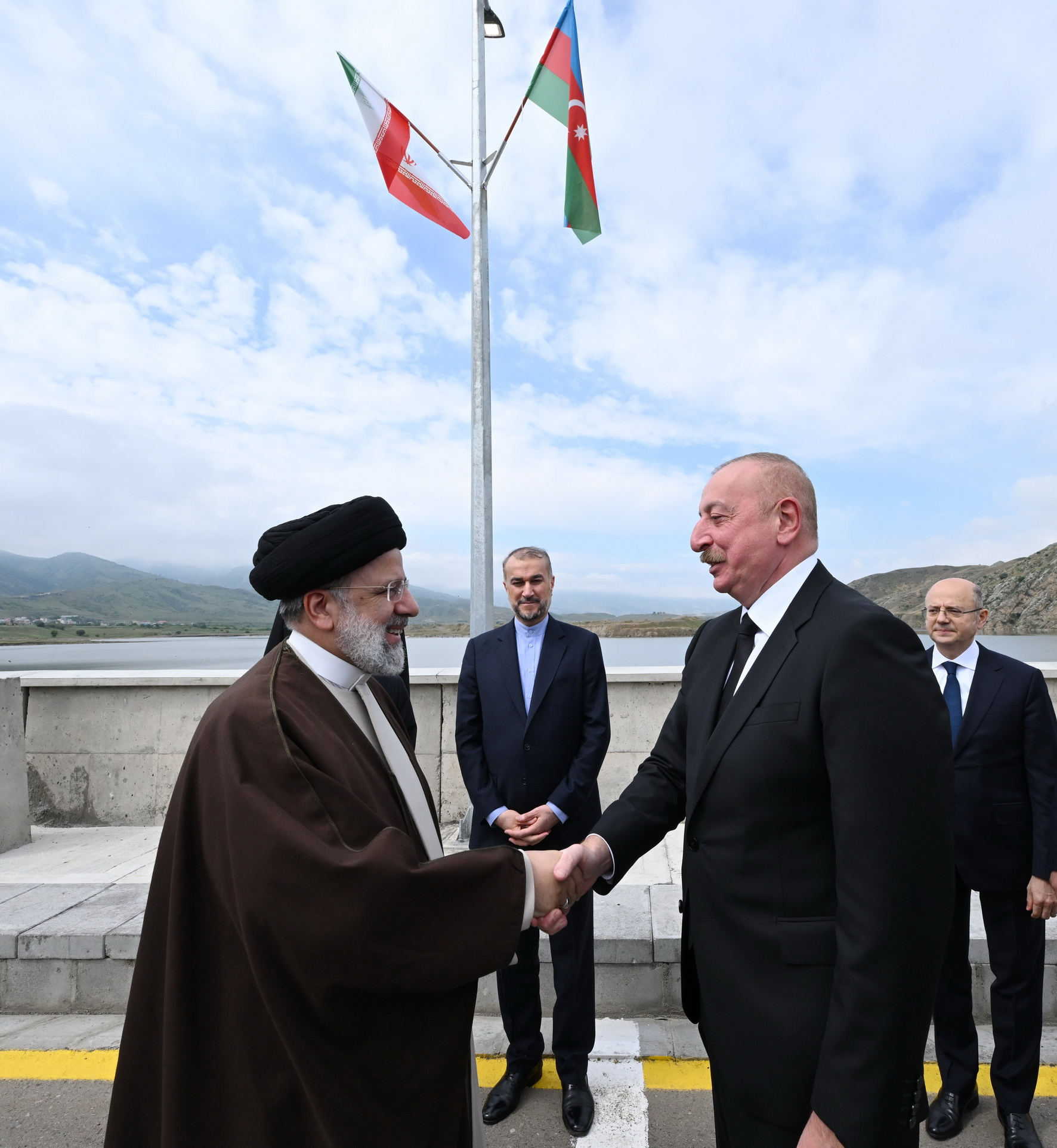
امیرعبداللهیان در کنار رئیسی و علی‌اف ساعاتی قبل از سقوط بالگرد

در ۳۰ اردیبهشت ۱۴۰۳، حسین امیرعبداللهیان همراه با سید ابراهیم رئیسی رئیس‌جمهور وقت، برای گشایش سد قیز قلعه‌سی به آذربایجان شرقی سفر کردند. در مسیر تبریز، در منطقه حفاظت‌شده دیزمار در محدوده عمومی میان ورزقان و جلفا، بالگرد حامل او و رئیسی، سید محمدعلی آل‌هاشم امام‌جمعه تبریز، مالک رحمتی استاندار آذربایجان شرقی و چند تن دیگر از همراهانش دچار سانحه شد و همهٔ سرنشینان آن کشته شدند.

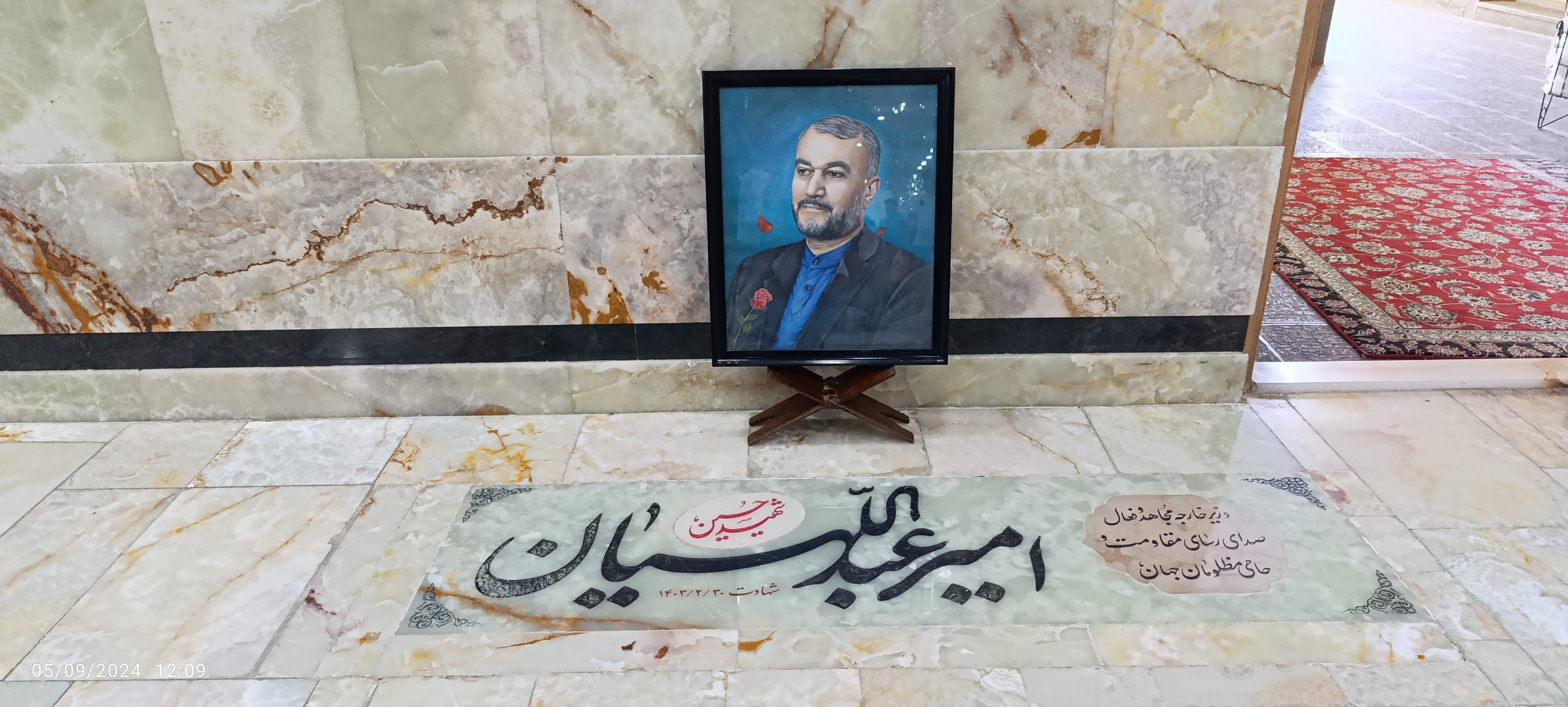
قبر حسین امیرعبداللهیان در حرم عبدالعظیم حسنی-شهر ری، تهران